# 小行星3834
小行星3834（3834 Zappafrank）是一颗围绕太阳公转的小行星。1980年5月11日，拉迪斯拉夫·布羅傑克在克萊季发现了此天体。
这颗小行星的绝对星等为171.0232877440612等。